# 河合站

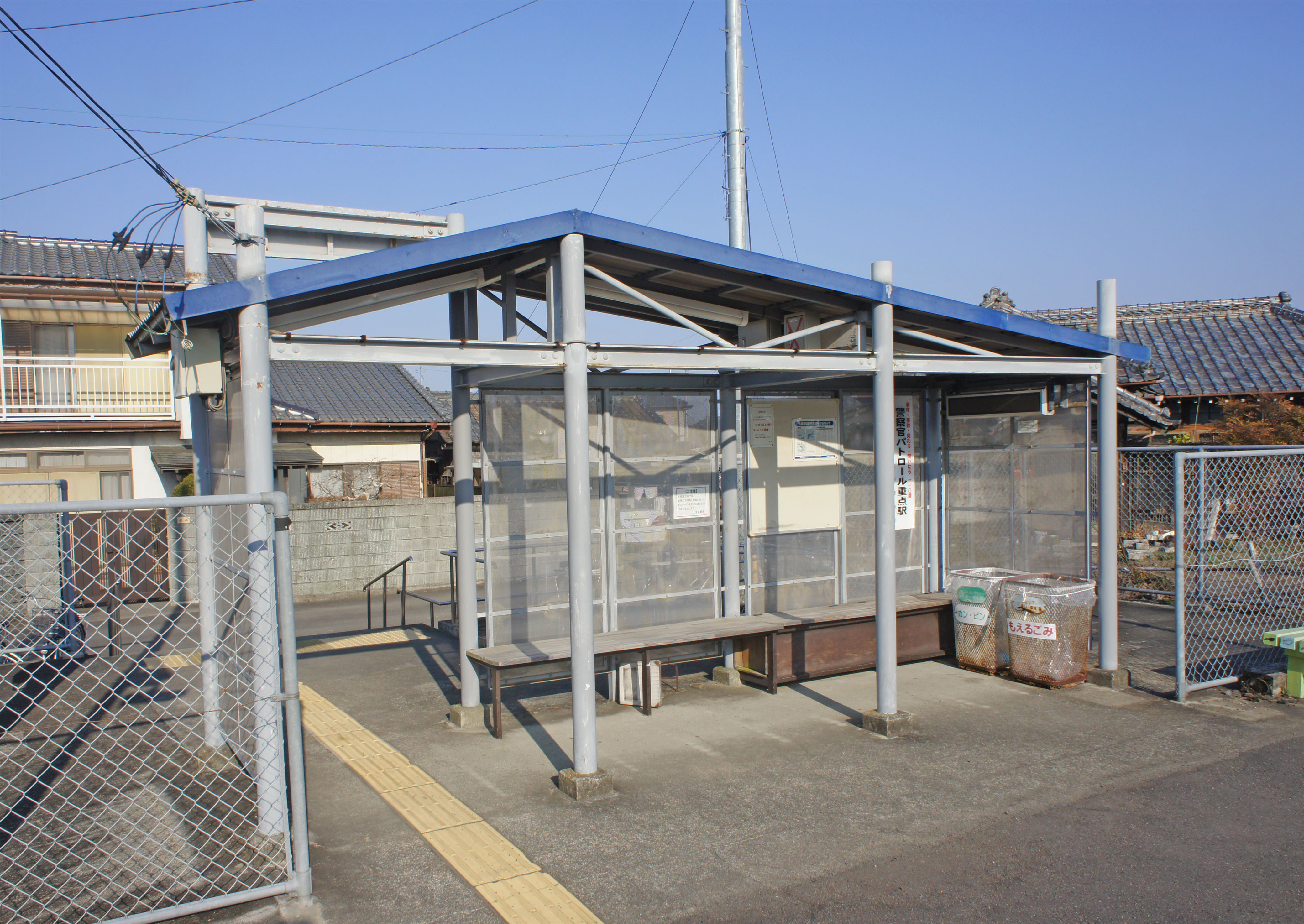
候車室（2022年2月）

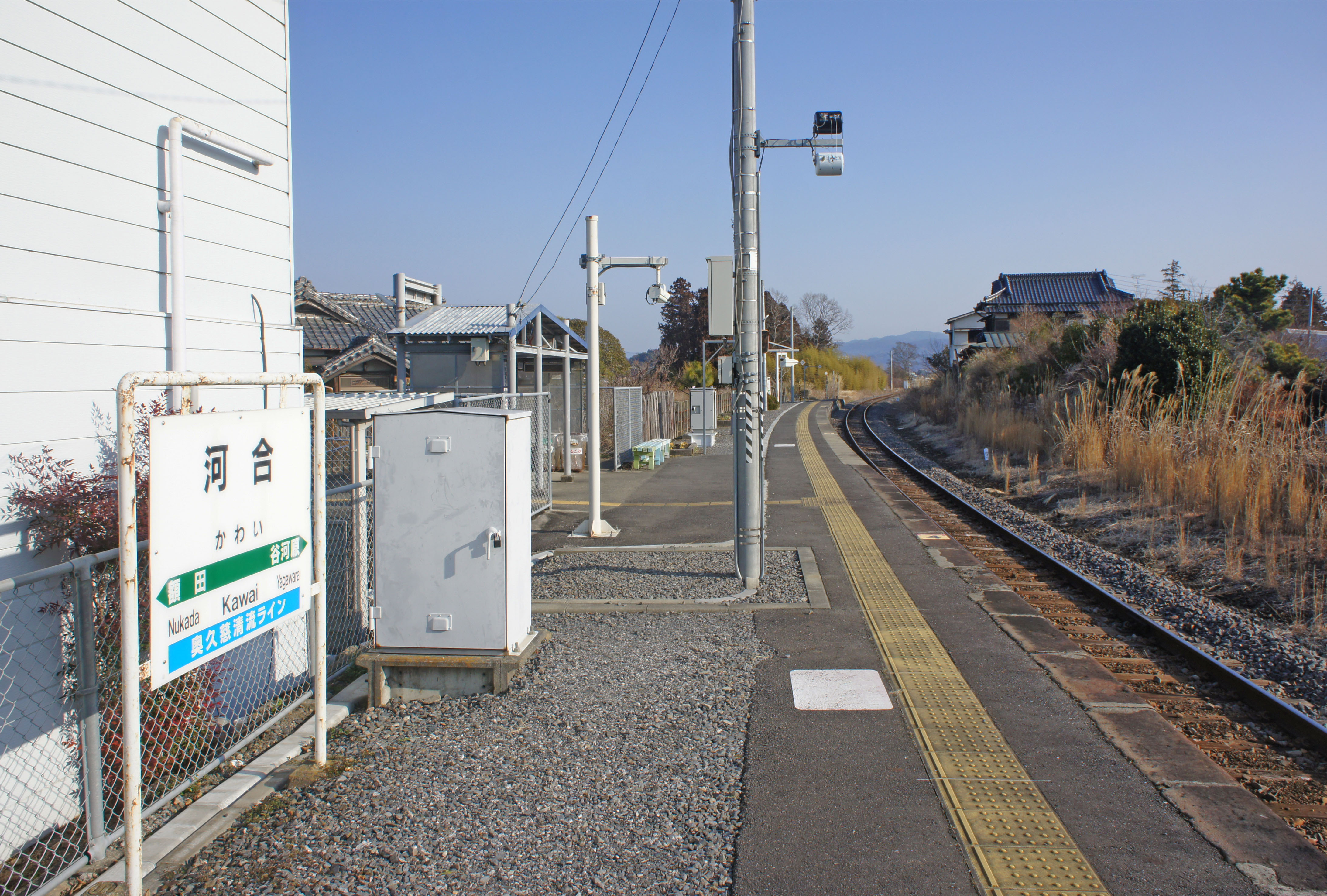
月台（2022年2月）

河合站（日语：／ Kawai eki */?）是位於茨城縣常陸太田市上河合町，屬於東日本旅客鐵道（JR東日本）的水郡線（常陸太田支線）車站。

## 歷史
- 1899年（明治32年）9月7日：太田鐵道車站啟用。
- 1901年（明治34年）10月21日：太田鐵道轉讓至水戶鐵道（第二代）[1]。
- 1927年（昭和2年）12月1日：水戶鐵道被國有化（日语：鉄道敷設法）。成為國有鐵道車站[2]。
- 1960年（昭和35年）2月1日：結束貨物起卸業務。
- 1970年（昭和45年）10月1日：成為無人車站（簡易委託）。在個人商店委托發售車票。
- 1987年（昭和62年）4月1日：伴隨國鐵分割民營化，車站由東日本旅客鐵道（JR東日本）營運[3]。
- 1992年（平成4年）8月1日：中止簡易委託。

## 車站構造
本站是地面車站，設有1面1線的單式月台。此站是由上菅谷站管理的無人車站。本站沒有設置站房。月台上設有上蓋和長椅。

## 車站周邊
- 常陸太田市立幸久小學
- 枕石寺（日语：枕石寺）
- 久慈川
- 國道349號（日语：国道349号）

## 相鄰車站
東日本旅客鐵道（JR東日本）
■水郡線（常陸太田支線）
額田－河合－谷河原

## 注腳
1. ↑  「営業開始」「私設鉄道株式会社解散」『官報』1901年11月5日（國立國會圖書館數碼化收藏）
2. ↑  「鉄道省告示第270・271号」『官報』1927年11月21日（國立國會圖書館數碼化收藏）
3. ↑  『交通年鑑 昭和63年版』 交通協力會，1988年3月。

## 外部連結
- 車站資訊（河合）：東日本旅客鐵道（日語）